# Denkmäler der Volksrepublik China (Tianjin)
Die folgende Tabelle bietet eine Übersicht zu sämtlichen Denkmälern in der regierungsunmittelbaren Stadt Tianjin (Abk. Jin), die auf der Denkmalliste der Volksrepublik China stehen:
| Name                                                 | Beschluss | Kreis/Ort         | siehe (auch)                                                  | Bild |
| ---------------------------------------------------- | --------- | ----------------- | ------------------------------------------------------------- | ---- |
| Dule si 独乐寺                                       | 1-84      | Ji (蓟县)         | Dule-Tempel                                                   |      |
| Yihetuan Lüzu tang Tankou yizhi 义和团吕祖堂坛口遗址 | 2-3       | Hongqiao (红桥区) | Altarstätte der Yihetuan-Bewegung in der Lüzu-Halle (Tianjin) |      |
| Dagu kou paotai 大沽口炮台                           | 3-4       | Tanggu (塘沽区)   | Taku-Forts (Dagu-Festung)                                     |      |
| Wanghailou jiaotang 望海楼教堂                       | 3-6       | Hebei (河北区)    | Wanghailou-Kirche                                             |      |
| Tianjin Lishunde fandian jiuzhi 天津利顺德饭店旧址   | 4-199     | Heping (和平区)   | Altes Astor Hotel in Tianjin                                  |      |
| Nankai xuexiao jiuzhi 南开学校旧址                   | 4-200     | Nankai (南开区)   | Nankai-Hochschule                                             |      |
| Tianjin Guangdong huiguan 天津广东会馆               | 5-207     | Nankai (南开区)   | Guangdong-Handelskammer in Tianjin                            |      |
| Tianjin Quanyechang dalou 天津劝业场大楼             | 5-477     | Heping (和平区)   | Tianjin Quanyechang Bazar (Kaufhaus)                          |      |
| Tianfei gong yizhi 天妃宫遗址                        | 6-3       | Hedong (河东区)   | Stätte des Tianfei-Palastes                                   |      |
| Shijia daguan 石家大院                               | 6-315     | Xiqing (西青区)   | Residenz der Familie Shi                                      |      |
| Qianxiang si zaoxiang 千像寺造像                     | 6-811     | Ji (蓟县)         | Figuren des Qianxiang-Tempels (Tausend-Figuren-Tempel)        |      |
| Yanye yinhang jiuzhi 盐业银行旧址                    | 6-889     | Heping (和平区)   | Stätte der Yien Yieh Commercial Bank                          |      |
| Faguo gongyiju jiuzhi 法国公议局旧址                 | 6-890     | Heping (和平区)   | Französisches industrielles Trainingszentrum                  |      |
| Liang Qichao jiuju 梁启超旧居                        | 6-891     | Hebei (河北区)    | Alter Wohnsitz von Liang Qichao                               |      |